# Guisad II
Guisad II fou bisbe d'Urgell entre 942 i més enllà del 978. Durant el seu llarg episcopat consagrà i engrandí diverses esglésies de la diòcesi. Guisad tenia dues germanes anomenades Elo i Auria que vivien l'any 975 durant el seu episcopat. També era nebot de Sal·la i Ricardis fundadors del monestir de Sant Benet de Bages.
L'any següent a l'inici del seu pontificat feu donació d'un molí a aquesta església (943). El 13 d'abril del 947 donà al Monestir de Sant Pere de Rodes l'església d'Ulceia a la Cerdanya. El 30 de gener del 949 consagrà les esglésies de Sant Miquel, Sant Pere i Sant Andreu del lloc de Paradiso al comtat de Cerdanya. Aquell mateix any també dedicà l'església de Sant Cristòfol, al costat del castro Salinuas; destruïda pels moros i reconstruïda per Gulfino i Melandro, que eren abats del monestir de Santa Cecília d'Elins. L'any 951 aconseguí del papa Agapit II una butlla confirmant els béns de la seva església. L'any 952 dedicà i confirmà la dotació del comte Borrell a l'església de Sant Fèlix de Castell, propera a Urgell, posant en aquesta església a un clergue anomenat Sunifred, a qui donà llibres i ornaments. El 15 de juliol d'aquell mateix any feu testament Guisad.
El 6 de novembre del 960 estigué aquest bisbe a la ciutat de Sidona (Isona?) del comtat d'Urgell, amb el comte Borrell, erigint l'abadia benedictina de Sant Pere de Scalas, que el seu antecessor Nantigís havia consagrat. Volgué posar davant de l'abadiat al sacerdot Francemiro, qui renuncià a l'honor. convocat una junta d'abats a Urgell, proposà i fou nomenat en aquella dignitat el prevere Bello, que fou consagrat en aquesta plaça pel bisbe Guisad, dotant-la amb l'església de Sant Mamet. En aquesta dotació ja consta Sal·la com a ardiaca d'aquesta església. El 962 Guisad consagrà de nou l'església de Sant Sadurní in pavo Lordense, in locum vocitatum Castro Petra fulgenti, que ja havia estat consagrada per Guisad I. El 967 Guisad II assistí al lloc dit Pino Sancto, entre els comtats d'Urgell i Cerdanya, junt als comtes Sunifred de Barcelona i Oliba de Cerdanya i els vescomtes Deilano i Bernat i tots els ardiaques de la catedral urgellenca, entre ells Sal·la, que després fou bisbe. Aquest congregació fou amb motiu de dotar el monestir que es pretenia erigir en aquell punt, essent abat Sunifred que es queixà que en aquell territori no tenia casa ni possessió. Els comtes donaren l'Església de Sant Vicent. El 3 de desembre del 972 assistí Guisad amb els bisbes Fruià de Vic i Pere de Barcelona a la solemne consagració de l'església de Sant Benet de Bages, prop de Manresa.
En aquell temps es produí la independència metropolitana dels bisbats de la Marca Hispànica quan es restituí l'arquebisbat de Tarragona, independitzant-se de Narbona. Fou Ató de Vic qui adoptà el paper d'arquebisbe, títol disputat per Cesari, abat de Santa Cecília de Montserrat. El 28 de setembre de 974 assistí a la dedicació del Monestir de Cuixà. L'1 de juliol de 977 subscriví amb Fruià, bisbe de Vic, una donació efectuada pel Comte Borrell i la seva muller Ledgardis a Eriman i a la seva muller Emo en el lloc de Vilanova. El 7 d'octubre d'aquell any estava al monestir de Serrateix, autoritzant-ne la seva fundació.
Guisad no assistí a la tercera consagració de Ripoll 15 de novembre de 977 on se'n fa memòria per haver emprés un pelegrinatge a la ciutat de Roma. L'última notícia que té Villanueva de l'acció pastoral de Guisad és la consagració de l'església de Sant Jaume de Queralbs (Cheros albos) a la Cerdanya, que antigament havien construït Nampio, Ossolo, Abo, Galavonso i Melandro, adscrivint-la a la parròquia de Sant Sadurní de Fustanyà.